# Totentempel des Thutmosis III. (Qurna)
Der Totentempel des Thutmosis III. (auch Henket-anch) ist ein Millionenjahrhaus (Totentempel) des altägyptischen Königs (Pharao) Thutmosis III. (ca. 1486–1425 v. Chr.). Der Tempel befindet sich 400 m südwestlich vom Beginn des Aufwegs des Totentempel des Mentuhotep II. und 300 m nordöstlich des Ramesseums in Theben-West beim heutigen Ort Qurna. Damit setzte Thutmosis III. bei der Wahl des Bauplatzes die von Amenophis I. begonnene Abfolge der Totentempel nach Südwesten fort, die sich in der Folge bis nach Medinet Habu fortsetzte. Der Ägyptologe Herbert Ricke untersuchte den fragmentarisch erhaltenen Tempel und rekonstruierte ihn anhand der anderen noch erhaltenen Totentempel der 18. Dynastie. Vermutlich begann Thutmosis III. schon in seinen frühen Regierungsjahren mit dem Bau, erweiterte ihn stetig und sein Nachfolger Amenophis II. vollendete ihn. Daneben baute Thutmosis III. in seinen späteren Regierungsjahren einen weiteren Totentempel in Deir el-Bahari und auch das Ach-menu in Karnak wurde als Millionenjahrhaus bezeichnet. Der Tempel hatte eine wichtige Funktion für den Kult des Gottes Amun und damit in Verbindung für den König, daneben gab es ein eigenes Hathor-Heiligtum.

## Erforschung

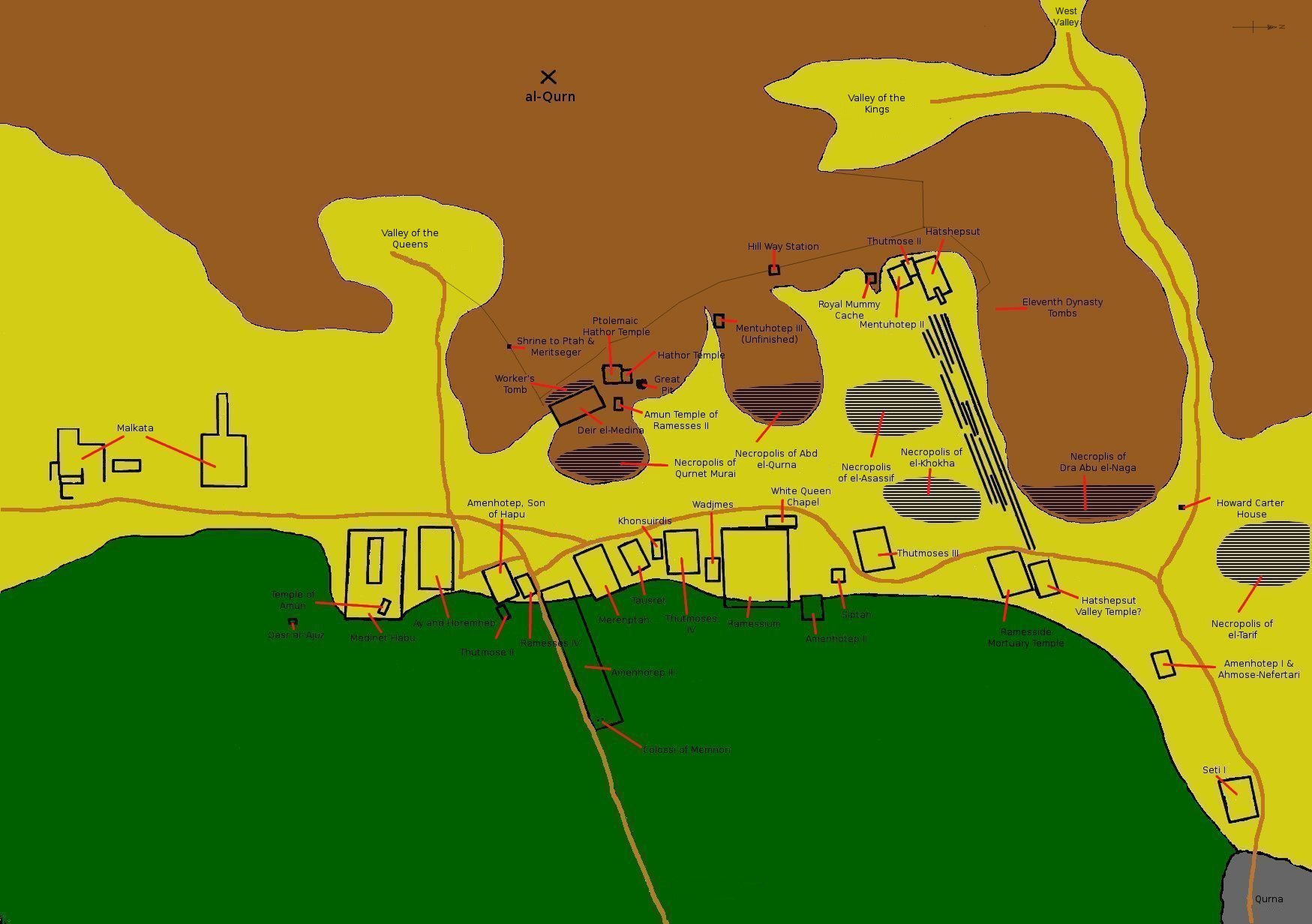
Karte mit den Totentempeln in Theben-West

Bereits Richard William Howard Vyse vermerkte im Tagebuch von 1837 einen Bau in der Nähe des Ramesseums, dessen Ziegel mit dem Namen Thutmosis’ III. gestempelt wurden. Auch Richard Lepsius konnte den Tempel auf Grund der Ziegelstempel Thutmosis III. zuordnen.
Erstmals wurde der Tempel 1905 von der ägyptischen Altertümerverwaltung unter der Leitung von Arthur E. P. Weigall teilweise freigelegt und die Ergebnisse wurden 1906 veröffentlicht. Da die Grabung nicht zu Ende geführt wurde, setzte sich Ludwig Borchardt für eine Nachuntersuchung auf seine Kosten ein. Diese wurde von Herbert Ricke von 1934 bis 1937 geleitet und bestand hauptsächlich aus „einer genauen Messtischaufnahme der erhaltenen Baureste und der Ausgrabung und Aufnahme bisher nicht freigelegter Teile des Tempelbezirks, ferner einer Durchsicht der von Weigall im Grabungsmagazin untergebrachten Reliefbruchstücke in Bezug auf ihre Bedeutung für die Feststellung der Baugeschichte des Tempels.“

## Bauzeit
Wann genau Thutmosis III. mit dem Bau des Totentempels begann, ist nicht bekannt. Die früheste überlieferte Erwähnung befindet sich in der Chapelle Rouge, auf einem schwarzen Sockelblock (Nr. 290). Damit ist belegt, dass der Bau schon in der Zeit der Mitregentschaft mit Hatschepsut errichtet wurde, denn die Chapelle Rouge, ein Barkenraum der Hatschepsut, wurde im 16. Jahr der gemeinsamen Regierung errichtet. Darin wird der Totentempel des Thutmosis III. unter den Opfer liefernden Tempeln erwähnt. Demnach war er im 16. Regierungsjahr in einer ersten Fassung schon fertig und in Betrieb.
Das Fehlen von Beinamen im Namensring der meisten Ziegelstempel in der Umfassungsmauer des ersten Bauabschnitts und die bescheidene Größe des Tempels sprechen ebenfalls für den Baubeginn in den ersten Regierungsjahren.
Eine weitere datierte Erwähnung stammt aus dem 23. Regierungsjahr. In den Annalen des Annalensaals im Karnak-Tempel erwähnt Thutmosis III., dass das Siegesfest des dritten Asienfeldzuges im Totentempel gefeiert wurde.
Die Beinamen des Königs auf den Ziegelstempeln deuten darauf hin, dass auch in der Zeit der Alleinregierung weiter am Tempel gebaut wurde. Das Hathorheiligtum wurde anscheinend unter dem Nachfolger Amenophis II. vollendet. Insbesondere in der Alleinregierung scheint der Tempel aus- und umgebaut worden sein. Nach Ricke, weil Thutmosis III. den Tempel neben seiner Riesenanlage in Deir el-Bahari nicht zu bescheiden erscheinen lassen wollte und da er aus den Mitteln der Asienfeldzüge den Kult erweitern konnte und für diese Entwicklung mehr Platz benötigte.
Vermutlich wurde mit dem Abbau des Tempels unter Ramses II. begonnen und Bauteile für das nahe gelegene Ramesseum wiederverwendet.

## Architektur

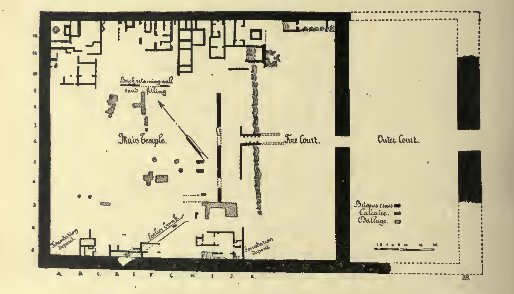
Plan des unvollständig ausgegrabenen Areals von 1905 von Arthur Weigall

### Der Tempelbezirk
Der ursprüngliche Tempelbezirk wurde im Felsboden als ein 80 m × 100 m großes Rechteck in zwei Stufen angelegt: Eine 40 m hohe Stufe bildete den Vorhof und die 2,75 m höher gelegene, ursprünglich 60 m tiefe Stufe das ursprüngliche Tempelhaus mit den Nebenanlagen. In der Achse der Anlage führte eine Ziegelrampe auf die höher gelegene Stufe. Der Tempelbezirk war mit einer Ziegelmauer umgeben. Pylone waren in der ersten Bauphase noch nicht vorgesehen.
In der Planung und Ausführung wurden ständig Veränderungen vorgenommen, so fällt „die auf den erhaltenen Pflasterplatten im hintersten Grundrißstreifen aufgespitzte Tempelachse nicht genau mit der tatsächlich ausgeführten Achsenrichtung zusammen, sondern sie weicht mit ihrem Vorderende etwas nach Nordosten aus, läuft also ziemlich genau mit der Nordost-Umfassungsmauer parallel, die ja auch der älteste Mauerabschnitt zu sein scheint.“ Diese Achsenänderung macht sich in allen Tempelteilen bemerkbar. Alle Querwände laufen parallel zur hinteren Umfassungsmauer, die Längswände aber parallel zur neuen Achse, wodurch der Grundriss des Tempels parallelogramm-förmig verschoben ist.
In der Zeit von Thutmosis' Alleinregierung wurde die Anlage erweitert, indem ein etwa 45 m tiefer äußerer Vorhof in der Breite des bestehenden Tempels angebaut wurde. Vom vorderen Abschluss des Vorhofes sind die Reiste eines doppeltürmigen Pylones erhalten. Durch die Errichtung einer neuen Stützmauer parallel zur bestehenden wurde die Terrasse verbreitert und eine neue Rampe aufgesetzt.
Damit weist der Tempel wie die gestuften Terrassentempel zwei höhenversetzte Ebenen auf, „die in der Höhendifferenzierung der drei hintereinander geschalteten Höfe formalen Ausdruck finden.“

### Das Tempelhaus
Vom Mauerwerk des auf der hinteren, höher gelegenen Tempelhauses ist fast nichts erhalten geblieben und es kann nur aufgrund der verworfen gefundenen Resten aus Sand- und Kalkstein ungefähr rekonstruiert werden. Es war etwa 33,6 m breit und 50,92 m breit. Aus den Vorzeichnungen auf der Hinterwand geht hervor, dass der Grundriss in fünf hintereinander liegende Streifen fiel. Der Raum in der Mitte der Achse war zur zeitweiligen Aufnahme der Amunsbarke bei Festen bestimmt und war somit das Allerheiligste.
Beim Abbruch zurückgebliebene Deckenblöcke aus Sandstein weisen auf ein 3,67 m breites Scheingewölbe hin. Dieser scheingewölbte Raum schloss sich vermutlich als niederliegender Raum an der südwestlichen Hälfte des Tempelhauses an, wo also noch nicht die Außenwand des Tempelhauses lag. Die Darstellungen der Deckenblöcke zeigen, dass dieser Raum genau so ausgeschmückt war wie der Gedächtnisraum der Hatschepsut in ihrem Totentempel in Deir el-Bahari: „Auf der Südwest-Hälfte der Decke war demnach Thutmoses III. vor den Tagesstunden, auf der Nordost-Hälfte vor den Nachtstunden dargestellt.“ Eine Granitscheintür, die aus diesem Tempel nach Medinet Habu verschleppt worden war und an der hinteren Schmalwand des Gedächtnisraumes für Thutmosis III. stand, zeigt ebenfalls, dass die Verteilung der Stunden genau wie im Tempel der Hatschepsut in Deir el-Bahari war. Thutmosis III. hatte also in seinem Totentempel einen besonderen Kultraum für sich selbst.

### Nebenanlagen
An der Südwest-Seite sind zusammenhängende Flächen von Sandsteinpflaster, die zu drei nebeneinander liegenden Räumen gehörten und ein Altar erhalten. Die Räume waren vermutlich Magazine für Tempelgerät. Der kleine Altar befand sich in der Nord-Ecke des Altarhofs. Wie groß dieser war und ob er mit dem Tempelhaus verbunden war, ist nicht mehr feststellbar. Die übrigen Reste dieser Seite zeugen von Wohnhäusern.
Der 20 m breite Steifen zwischen dem Tempelhaus und der Nordost-Umfassungsmauer enthält ebenfalls Reste von Wohnhäusern.

### Hathorheiligtum
Bei der südwestlichen Ecke des inneren Tempelhofs fand Ricke die Reste eines Hathorheiligtums. Die erhaltenen Baureste sind wiederum so gering, dass eine eindeutige Rekonstruktion nicht möglich ist. Der Nebeneingang der Tempelanlage, der in dieses Heiligtum führte, liegt in axialer Beziehung zu Bauresten in der Westecke des äußeren Hofes. Erhalten sind Teile einer in der Achse des Nebeneingangs liegenden Treppenrampe aus Kalk- und Sandstein. Rechts neben der Treppenrampe ist ein Pflasterrest einer tiefliegenden Pfeilerhalle vorhanden und nordöstlich davon symmetrisch dazu zwei Fundamente für Säulen oder Pfosten einer Tür. Im Abbruchschutt neben der Rampe befand sich ein großes Hathorkapitell.

### Wohnhäuser
Zwei Priesterwohnungen wurden nachträglich an die Südwest-Umfassungsmauer angebaut, wahrscheinlich erst in der Zeit nach Amenophis IV. Vermutlich wurde auch in der 19. Dynastie hier noch ein Kult für Thutmosis III. durchgeführt.

## Kult
Die Hauptgötter des Tempels sind Amun von Henketanch und der König, die, wie Nelson gezeigt hat, eine Gottheit sind, nämlich Men-cheper-Re (Thutmosis III.) Amun von Henketanch.
Wie bei allen Totentempeln auf dem thebanischen Westufer nahm die wichtigste Funktion der Kult für den Gott Amun ein, wenn auch kein Kultbild des Gottes aufgestellt war. Vielmehr besuchte Amun an seinen Festen von der Ostseite aus den Tempel und „ruhte“ hier nur, im Gegensatz zum Karnak-Tempel, wo er zu Hause war. Priester trugen zu diesem Zweck das Götterbild in einer Barke.
Amun wurde auch in verschiedenen Nebenformen verehrt, etwa als Amun-Min und Amun-Re und daneben eine Reihe anderer Götter wie Seth, Nephthys, Horus, Isis und Osiris.
Neben Amun hatte Hathor einen besonderen Kult im Tempel. Sie wurde als Nekropolen-Göttin in der 18. Dynastie besonders verehrt. So befindet sich auch in den Totentempeln der Hatschepsut und Thutmosis’ III. in Deir el-Bahari jeweils ein separates Heiligtum für diese Göttin. Im Hathorheiligtum wurde ein zertrümmertes Doppelsitzbild der Hathor und Thutmosis’ III. gefunden, auf dem Thutmosis als „geliebt von Amun und Hathor“ bezeichnet wird. Dabei könnte es sich um das Kultbild dieses Heiligtums handeln.
In enger Verbindung mit dem Kult für Amun und Hathor stand der Kult für den König. Der Hauptkult für Thutmosis III. fand im Haupttempelgebäude statt und wurde vermutlich schon zu Lebzeiten durchgeführt und unter dem Nachfolger Amenophis II. natürlich fortgesetzt. Wie im Totentempel der Hatschepsut war auch hier eine besondere Gedächtniskapelle für den König und seinen Opferdienst eingerichtet.
Da auch der Totentempel des Thutmosis III. in Deir el-Bahari und das Ach-menu in Karnak als Millionenjahrhaus bezeichnet werden, ist die eigentliche Funktionsbestimmung erschwert. Nach Dieter Arnold war der Tempel in Deir el-Bahari lediglich „Ersatz für die kurz vorher durch die Hatschepsut-Verfolgung in Mitleidenschaft gezogenen Götterkapellen des Hatschepsut-Tempels, also vor allem für dessen Amun-Sanktuar und Hathor-Heiligtum.“ Nach Donadonis Meinung wurde allerdings die letzte Etappe des Talfestes vom ersten Totentempel Henket-anch nach Djeser-achit verlegt.